# NGC 770
NGC 770 est une galaxie elliptique située dans la constellation du Bélier. NGC 770 a été découverte par l'astronome irlandais R. J. Mitchell en 1855.

## Caractéristiques
Sa vitesse par rapport au fond diffus cosmologique est de 2 199 ± 19 km/s, ce qui correspond à une distance de Hubble de 32,4 ± 2,3 Mpc (∼106 millions d'al).
À ce jour, une mesure non basée sur le décalage vers le rouge (redshift) donne une distance d'environ 32,300 Mpc (∼105 millions d'al). Cette valeur est à l'intérieur des valeurs de la distance de Hubble.
NGC 770 présente une large raie HI.
NGC 770 présente une particularité peu habituelle, car son noyau tourne à une vitesse de 21 km/s en sens inverse de la galaxie dont la vitesse de rotation est de 45 km/s. On ne connait pas l'origine de ce phénomène.

## Groupe de NGC 772
Les galaxies NGC 770, NGC 772, UGC 1519 et UGC 1546 font partie du groupe de NGC 772. La galaxie NGC 772 est la plus grosse galaxie de ce groupe.

### Paire de galaxies
En compagnie de NGC 772, la galaxie NGC 770 figure à l'atlas Arp sous la cote Arp 78 comme un exemple d'une galaxie dont la compagne a une brillance de surface élevée. NGC 770 et NGC 772 forment une paire de galaxies qui sont en interaction gravitationnelle. C'est l'attraction gravitationnelle de NGC 770 qui est responsable de l'allongement du bras spiral sud de NGC 772.